# Klaus-Dieter Schmidt (Fußballspieler, 1958)
Klaus-Dieter Schmidt (* 14. Dezember 1958) ist ein ehemaliger deutscher Fußballspieler. 

## Sportliche Laufbahn
Schmidt, der als Stürmer und Mittelfeldspieler auf dem Feld aktiv war, gewann 1979 mit dem VfL Stade den Meistertitel in der Verbandsliga Hamburg. In der anschließenden Oberliga-Aufstiegsrunde wurde der Sprung in die höhere Spielklasse aber nicht geschafft.
1981 wechselte er zum FC St. Pauli, mit den Hamburgern wurde er 1983 Meister der Oberliga Nord und stieg mit ihr 1984 in die 2. Fußball-Bundesliga auf. Schmidt bestritt in der Zweitliga-Spielzeit 1984/85 17 Punktspiele für die Hamburger. Die Saison hatte er als Berufsfußballspieler begonnen, am Jahresende 1984 sollte er reamateurisiert werden, diese Entscheidung wurde aber kurz darauf zurückgenommen.
1985 verließ er den FC St. Pauli und schloss sich Altona 93 (Oberliga) an. Er spielte bis 1987 für die Mannschaft. Später wurde Schmidt Mitglied der Altligamannschaft des FC St. Pauli.